# 吉野彦助
吉野 彦助（よしの ひこすけ、元和2年（1616年） - 元禄14年11月5日（1701年12月4日））は、江戸時代前期の開拓者。

## 経歴・人物
加賀藩領能登羽咋郡杉野屋村の豪農の家に生まれる。藩の許可を受け万治2年（1659年）より邑知潟南岸の新田開発を始める。寛文5年（1665年）にこの新開地に掘替新村と呼ばれる村が立てたれ、彦助は弟の七兵衛と共に移住。延宝元年（1673年）には藩命により里子4人が移住し、284石の新田を造成。

## 伝記
- 『邑知潟埋立古図 : 附・加賀藩埋立開墾の始祖吉野彦助の業歴』石川県図書館協会、1934年。